# 疫苗可預防的疾病
疫苗可預防（的）疾病是指已有有效疫苗以預防的傳染病。凡某人感染該類疾病並因此死亡，則歸為疫苗可預防的死亡。
世界衛生組織主要監察以下最常見及最嚴重的疫苗可預防的疾病：白喉、乙型流感嗜血桿菌感染、乙型肝炎、麻疹、腦膜炎、流行性腮腺炎、百日咳、脊髓灰質炎、風疹、破傷風、結核病及黃熱病。
據世界衛生組織2012年估計，疫苗接種每年可防止250萬人死亡。四種疾病導致了98%的疫苗可預防的死亡：麻疹、乙型流感嗜血桿菌、百日咳及初生嬰兒破傷風。

## 疫苗可預防的疾病列表

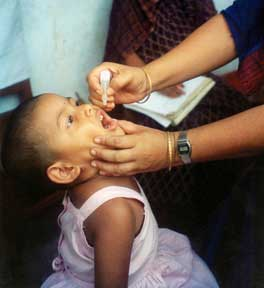
小童接受防疫注射，以預防脊髓灰質炎

世界衛生組織列明25種可用疫苗預防的疾病：
1. 霍亂
2. 2019冠狀病毒病
3. 登革熱
4. 白喉
5. 乙型流感嗜血桿菌
6. 肝炎（甲型及乙型）
7. 人類乳頭瘤病毒感染
8. 流行性感冒
9. 日本腦炎
10. 瘧疾
11. 麻疹
12. 腦膜炎雙球菌性腦膜炎
13. 流行性腮腺炎
14. 百日咳
15. 肺炎球菌病
16. 脊髓灰質炎
17. 狂犬病
18. 輪狀病毒
19. 風疹
20. 破傷風
21. 蜱傳腦炎
22. 結核病
23. 傷寒
24. 水痘
25. 黃熱病

## 外部連結
- 维基共享资源上的相關多媒體資源：疫苗可預防的疾病